# Velština
Velština, v odbornějším stylu někdy kymerština (velšsky Cymraeg, s určitým členem y Gymraeg), je keltský jazyk, kterým hovoří Velšané ve Walesu, v Anglii při hranicích s Walesem a v enklávách po celém světě. Velština je v současné době nejpoužívanějším keltským jazykem na světě.
Ačkoliv význam velštiny několik desetiletí upadal, došlo v roce 1993 k jejímu obrození, když Britský parlament postavil velštinu na stejnou úroveň jako angličtinu pro používání v běžném veřejném životě.
Podle výsledků průzkumu o používání velšského jazyka v roce 2004 žije ve Walesu 611 000 mluvčích. To činí asi 21,7 procent obyvatelstva.
Velština používá latinskou abecedu plus následující písmena s diakritikou:
Á, À, Â, Ä, É, È, Ê, Ë, Ì, Î, Ï, Ó, Ò, Ô, Ö, Ù, Û, Ẁ, Ŵ, Ẅ, Ý, Ỳ, Ŷ, Ÿ

## Příklady

### Číslovky
| Velšsky | Česky |
| un      | jeden |
| dau     | dva   |
| tri     | tři   |
| pedwar  | čtyři |
| pump    | pět   |
| chwech  | šest  |
| saith   | sedm  |
| wyth    | osm   |
| naw     | devět |
| deg     | deset |

## Užitečné fráze
| Velšsky               | Česky             |
| Helô!                 | Ahoj!             |
| Hei!                  | Čau!              |
| Bore da!              | Dobré ráno!       |
| Prynhawn da!          | Dobré odpoledne!  |
| Noswaith dda!         | Dobrý večer!      |
| Nos da!               | Dobrou noc!       |
| Hywl!                 | Na shledanou!     |
| Iawn / Na             | Ano / Ne          |
| Os gwelwch yn dda     | Prosím            |
| Diolch!               | Děkuji!           |
| Diolch yn fawr!       | Děkuji mnohokrát! |
| Mae’n ddrwg gen i     | Promiň            |
| Chwith / Dde          | Levý / Pravý      |
| Gwela l chi yfory!    | Uvidíme se zítra! |
| Hyfryd cwrdd â chi!   | Rád tě poznávám!  |
| Fy enw i yw ...       | Jmenuji se ...    |
| Beth yw eich enw chi? | Jak se jmenuješ?  |
| Sut ydych chi?        | Jak se máš?       |
| Dw i’n braf!          | Já se mám dobře!  |
| A chi?                | A ty?             |

## Vzorový text
Otče náš (modlitba Páně):
Ein Tad yn y nefoedd,
sancteiddier dy enw;
deled dy deyrnas;
gwneler dy ewyllys,
ar y ddaear fel yn y nef.
Dyro inni heddiw ein bara beunyddiol;
a maddau inni ein troseddau,
fel yr ŷm ni wedi maddau i'r rhai
a droseddodd yn ein herbyn;
a phaid â'n dwyn i brawf,
ond gwared ni rhag yr Un drwg. Amen.

### Všeobecná deklarace lidských práv
| velšsky | Mae pob bod dynol yn cael eu geni'n rhydd ac yn gydradd â'i gilydd mewn urddas a hawliau. Maent wedi'u geni â rheswm a chydwybod, a dylent weithredu mewn ysbryd cymodlon. |
| česky   | Všichni lidé se rodí svobodní a sobě rovní co do důstojnosti a práv. Jsou nadáni rozumem a svědomím a mají spolu jednat v duchu bratrství.                                 |